# كتم
كُتُمْ مدينة تقع في ولاية شمال دارفور بغرب السودان على ارتفاع 1127 متر (3700 قدم) وتبعد عن الخرطوم العاصمة حوالي 988 كيلومتر (677 ميل)، وعن مدينة الفاشر حاضرة الولاية بحوالي 120 كيلومتر (75 ميل) وتعتبر مورداً أساسياً للخضروات والفواكه في الولاية وتستضيف سوقاً إسبوعية محلية متنقلة.
الرأي الأشهر في التسمية يرجع اصله إلى لغة الفور؛ كو كي توم أي بمعنى البقر على الجرف، حيث كان رعاة الأبقار يتجمعون بالماشية للسقاية أو بعد العودة من الخلاء على طرف جرف الوادي، وهناك رأي آخر يقول أن معناه سوف نبنيه بلغة الفور (كوتومو kutumo). 

## الطوبغرافيا
تقع كتم شمال هضبة جبل مرة في منطقة مرتفعة تنتشر فيها تلال بركانية تعرف بتلال تقابو وتلال برتي، وهي من الناحية الجيولوجية تقع في حقل بركاني بازلتي جنوب غرب حقل بركاني أكبر هو جبل ميدوب، ويحتوي حقل كتم البركاني اسوة بغيره من الحقول البركانية جنوب الصحراء الكبرى على مخاريط وتدفقات حمم وفوهات بركانية واضحة تعود إلى العصر البليستوسيني المتأخر أو العصر الهولوسيني الحديث. ومن الجبال الأخرى جبل تونو ويبعد عن المدينة بحوالي 25 كيلومتر (15,5 ميل) وجبل حمرة 37 كيلومتر (22,9 ميل).
يشق المدينة وادي كتم من الجنوب نحو الشمال في مساحة تقدر بحوالي 300 كيلومتر (186,41 ميل) شرقاً لتقترن به عدة أودية موسمية صغيرة أبرزها وادى فتا برنو، ووادى امو، ووادي كساب، ووادي فولو، وهناك أودية أخرى تجري بالقرب من المدينة مثل وادي مانو ويبعد عن المدينة بحوالي 24 كيلومتر (14,9 ميل) ووادي بركولا ويبعد بحوالي 37 كيلومتر (22,9 ميل)، إلى جانب عدة خيران مثل خور جلود، وخور الخميس.

## الموقع
تقع مدينة كتم على ضفتي وادي فتا برنو (وادي بركه birkay) الذي يقسمها إلى قسمين، قسم في اتجاه الشمال ويضم معظم الأحياء السكنية بالمدينة والمدارس مثل: حي دبابين ومدرسة ذات الرأسين الأساسية بنين، وقسم في الجنوب يقع بين الوادي وجبل قبة الذي يطل على المدينة ويضم عددا من الأحياء السكنية ودواوين الحكومة ومكاتبها بما فيها مبنى المحكمة ومركز شرطة والسجن ومدرسة كتم الريفية الثانوية والمستشفى ومكتب المحافظة والحامية العسكرية ومن أشهرالأحياء في الضفة الجنوبية؛ حي الاستقلال (منجمنج) وحي الزريبة.

## المناخ
| البيانات المناخية لـمدينة كتم | البيانات المناخية لـمدينة كتم | البيانات المناخية لـمدينة كتم | البيانات المناخية لـمدينة كتم | البيانات المناخية لـمدينة كتم | البيانات المناخية لـمدينة كتم | البيانات المناخية لـمدينة كتم | البيانات المناخية لـمدينة كتم | البيانات المناخية لـمدينة كتم | البيانات المناخية لـمدينة كتم | البيانات المناخية لـمدينة كتم | البيانات المناخية لـمدينة كتم | البيانات المناخية لـمدينة كتم | البيانات المناخية لـمدينة كتم |
| الشهر                         | يناير                         | فبراير                        | مارس                          | أبريل                         | مايو                          | يونيو                         | يوليو                         | أغسطس                         | سبتمبر                        | أكتوبر                        | نوفمبر                        | ديسمبر                        | المعدل السنوي                 |
| ----------------------------- | ----------------------------- | ----------------------------- | ----------------------------- | ----------------------------- | ----------------------------- | ----------------------------- | ----------------------------- | ----------------------------- | ----------------------------- | ----------------------------- | ----------------------------- | ----------------------------- | ----------------------------- |
| متوسط درجة الحرارة الكبرى °ف  | 83                            | 84                            | 91                            | 97                            | 97                            | 97                            | 91                            | 86                            | 91                            | 91                            | 86                            | 84                            | 90                            |
| متوسط درجة الحرارة الصغرى °ف  | 45                            | 45                            | 54                            | 61                            | 66                            | 70                            | 68                            | 66                            | 64                            | 61                            | 52                            | 46                            | 58                            |
| الهطول إنش                    | 0                             | 0                             | 0                             | 0.0                           | 0.2                           | 0.6                           | 2.8                           | 4.6                           | 1.0                           | 0.2                           | 0                             | 0                             | 9.4                           |
| متوسط درجة الحرارة الكبرى °م  | 29                            | 29                            | 33                            | 36                            | 36                            | 36                            | 33                            | 30                            | 33                            | 33                            | 30                            | 29                            | 32                            |
| متوسط درجة الحرارة الصغرى °م  | 7                             | 7                             | 12                            | 16                            | 19                            | 21                            | 20                            | 19                            | 18                            | 16                            | 11                            | 8                             | 15                            |
| الهطول مم                     | 0                             | 0                             | 0                             | 1                             | 5                             | 15                            | 71                            | 118                           | 25                            | 4                             | 0                             | 0                             | 239                           |
| المصدر: Climatedata.eu        |                               |                               |                               |                               |                               |                               |                               |                               |                               |                               |                               |                               |                               |

## النشاط الاقتصادي
يمارس السكان الزراعة بشقيها المطرية التقليدية والمطرية الآلية إلى جانب البستنة. وتشمل المحاصيل: الذرة والدخن والخضروات بما فيها الباذنجان والبصل والطماطم، والفاكهة ومن بينها الحمضيات كالبرتقال والليمون والمانجو والتمور.
كما تمارس تربية المواشي والرعي. وتقع كتم على أهم مسارات إبل الرحل المتجهة من الشمال نحو الجنوب والعكس. وتوجد بالمدينة مشاتل حكومية لتحسين البذور وإعدادها.

## الإدارة
كتم، محلية من محليات ولاية شمال دارفور وبها سبعة إدارات أهلية لمختلف العشائر بما فيهم قبائل وعشائر الفور:
1. إدارة دار حمرة
2. إدارة دار بيري
3. إدارة دار سويني
4. إدارة دار فروك
5. إدارة دار إنقا (فتابرنو وجابر)
6. إدارة دار فرنق

كما توجد بها حوالي عشرة دوامر (قرية) للعرب الرحل أغلبها في دار بيري لعشائر العريقات والمحاميد وأولاد راشد والعطيفات والماهرية.

## القرى المجاورة
- بلالة (وتبعد عن كتم بحوالي 12 كيلومتر (7.4564 ميل)
- سريح 26 كيلومتر (16.155 ميل)
- نارو 29 كيلومتر (16.155 ميل)
- أبو سكين 30 كيلومتر  (18.641 ميل)
- كونجا 31 كيلومتر (19.262 ميل)
- طورية 32 كيلومتر (19.883 ميل)
- جميزة 27 كيلو متر (16.777 ميل)
- بارك الله 26 كيلو متر (16.155)
- لبوس 20 كيلومتر (12.427 ميل)
- امو 25 كيلومتر (15.534 ميل)
- كوري 10 كيلومتر (6.213 ميل)
- عبد الشكور 20 كيلومتر (12.427 ميل)

## الآبار
- آبار كاكا
- آبار أمو
- بير نوجي
- بير دوا
- أم سيالة
- بئر جديد في جميزة

## الأسواق
- سوق كتم وهي سوق مركزية تقع داخل مدينة كتم وتعمل طوال أيام الإسبوع ولكنها تتسع أكثر كل يوم إثنين وخميس حيث يرد إليها باعة ومتسوقون من القرى المجاورة خاصة من مناطق جبل مرة. وتنقسم هذه السوق إلى أسواق فرعية صغيرة منها: سوق الماشية ويقع في القسم الشرقي من السوق، وسوق الذرة والمحاصيل الزراعية الأخرى، وسوق الخضار والفاكهة.
- سوق فتابرنوا وتعمل في كل يوم أحد وأربعاء من أيام الاسبوع.
- سوق فرنقو في كل يوم سبت.
- سوق اتنن في جميزة وكل يوم الأثنين.
- سوق أم دفسو، وهي سوق تقع في وسط الوادي وينقسم إلى عدة أقسام حسب السلع المعروضة للبيع.

## الخدمات المصرفية
فرع البنك الزراعي السوداني

## الرعاية الصحية
يوجد مستشفى واحد هو مستشفى كتم التعليمي وثلاثة عيادات تم إنشاؤها من قبل منظمة غول GOALالإنسانية العالمية في عام 2004 م.

## النقل
لا يوجد مطار في مدينة كتم وأقرب مطار لها هو مطار الفاشر بمدينة الفاشر الذي يبعد عنها مسافة 51 كيلومتر ورمزه في منظمة اتحاد النقل الجوي الدولي، أياتا هو «ELF» وفي المنظمة الدولية للطيران المدني، إيكاو HSFS ، وتسخدمه بشكل عام شركتي طيران تاركو للطيران بدر للطيران ونوفا للطيران التابعة للخطوط الجوية السودانية.
كذلك لا يوجد خط للسكة الحديدية يربط المدينة ولكن هناك شبكة من الطرق البرية الممهدة والموسمية التي تربطها بغيرها من القرى والبلدات والمدن المختلفة في السودان وأهمها طريق كتم-الفاشر وكتم الجنينة.
جدول يبين المسافات بين كتم وبعض المدن داخل السودان وخارجه
| المدينة                | المسافة بالكيلومتر | المسافة بالميل |
| ---------------------- | ------------------ | -------------- |
| الجنينة                | 252                | 156            |
| أبشي (تشاد)            | 413                | 256            |
| النهود                 | 439                | 293            |
| زالنجي                 | 193                | 120            |
| بيارو (أفريقيا الوسطى) | 491                | 299            |
| ام تيمان (تشاد)        | 592                | 367            |

## محلية الواحة
تقع محلية الواحة بولاية شمال دارفور من الناحية الغربية جوار محلية كتم.اسم المعتمد محمد صالح كيوم وتشتهر بتربية الماشة مثل (الإبل، والبقر، والأغنام).
ويقيم في المحلية عدد من القبائل ذات الأصول العربية ومن بينها:
- الرزيقات
- الراشد
- العريقات

### قرى المحلية
- دامرة الشيخ عبد الباقي (بوه)وهي تمثل مركزاً للمحلية حيث توجد بها نقاط للشرطة بما في ذلك شرطة الاحتياطي المركزي وقيادة للقوات المسلحة (حرس الحدود)، ومستشفى تعليمي (لم يفتتح عند اعداد هذه الفقرة) ومدرستين افي مرحلة الأساس ومدرستين بالمرحلة  الثانوية.
- دامرة مصري التي تتواجد بها اسر كل من الفريق طيار عبد الله صافي النور والفريق حسين عبد الله جبريل
- دامرة امسيالة
- دامرة سيح جنة
- دامرة بورسعيد
- دامرة أموة
- دامرة بارك الله
- دامرة قرير
- دامرة دواة
- دامرة القبة